# Readme
Readme je textový soubor, který bývá umístěn ve složce s programem. Obsahuje základní informace o programu:
- jak ho nainstalovat,
- všeobecné obchodní podmínky,
- seznam autorů s jejich kontaktními údaji,
- systémové a hardwarové požadavky.

Pokud je program zakoupený, obsahuje tento soubor i licenci. Může obsahovat také poděkování, přehled verzí, případně i chyby v dosud nedokončené verzi.

## Formát
Většinou bývá ve formátu .txt, může se ale jednat i o .pdf či .doc soubor, případně může jít o webovou stránku.

## Překlad
Spojení „read me“ pochází z angličtiny, což česky znamená „přečti mě“. Odkazuje to na důležité informace v souboru.

## Na GitHubu
Pokud má Git repozitář (také úložiště) na GitHubu soubor README ve svém hlavním kořenovém adresáři, tak je tento soubor automaticky převeden do formátovaného HTML a je zobrazen na hlavní webové stránce gitového repozitáře, hned pod seznamem souborů a adresářů v úložišti. Mohou být použity různé jiné přípony souborů, avšak neměl by se v kořenovém adresáři v gitovém úložišti nacházet více než právě jeden soubor README.
Může být také využit soubor README.md se syntaxí GitHub Flavored Markdown. Tento soubor je při generování HTML upřednostněn.